# 青谷駅
青谷駅（あおやえき）は、鳥取県鳥取市青谷町青谷にある西日本旅客鉄道（JR西日本）山陰本線の駅である。

## 歴史
- 1905年（明治38年）5月15日：官設鉄道松崎駅 - 当駅間延伸時に終着駅として開設[1]。客貨取扱開始[1]。
- 1907年（明治40年）4月28日：官設鉄道当駅 - 鳥取仮停車場間延伸、途中駅となる。
- 1909年（明治42年）10月12日：線路名称制定、山陰本線所属となる。
- 1975年（昭和50年）4月5日：貨物取扱廃止[1]。
- 1985年（昭和60年）3月14日：荷物扱い廃止[1]。
- 1987年（昭和62年）4月1日：国鉄分割民営化に伴い、西日本旅客鉄道（JR西日本）の駅となる[1]。
- 2022年（令和4年）3月31日：有人窓口での切符発売終了[2]。
- 2025年（令和7年）3月15日：ICカード「ICOCA」の利用が可能となる[3][4]。

## 駅構造
単式ホーム1面1線と島式ホーム1面2線、計2面3線を有する地上駅。駅舎は単式1番のりば側にあり、島式2・3番のりばへは跨線橋で連絡している。1線スルー化はなされていないため、副本線である3番のりばへの発着列車を除いては方向別にホームを使い分ける。当駅鳥取方面手前約100mには引込線があり、保線車両が停車している場合もある。木造駅舎を備える。
駅舎内に自動券売機が設置されている他、早朝と夜間を除いて窓口発券も行う。便所は改札内（1番のりば）及び改札外（バス待合所）に男女別の水洗式便所がある。

### のりば
| のりば | 路線     | 方向 | 行先           | 備考          |
| ------ | -------- | ---- | -------------- | ------------- |
| 1      | 山陰本線 | 上り | 浜村・鳥取方面 | 一部3番のりば |
| 2・3   | 山陰本線 | 下り | 倉吉・米子方面 |               |

付記事項
- 上り本線は1番のりば、下り本線は2番のりば。
- 3番のりばは上下副本線であり、通過待ちや異常時折返しに使われる。

## 利用状況
「鳥取市統計要覧」によると、2020年度の年間乗車人員は14.2万人で、1日平均乗車人員は389人と算出出来る。
近年の乗車人員の推移は以下の通り。
| 年度   | 年間 乗車人員 | 1日平均 乗車人員 |
| ------ | ------------- | ---------------- |
| 2010年 | 27.1万        | 742              |
| 2011年 | 24.2万        | 661              |
| 2012年 | 24.5万        | 671              |
| 2013年 | 23.0万        | 630              |
| 2014年 | 21.3万        | 584              |
| 2015年 | 19.8万        | 541              |
| 2016年 | 17.8万        | 488              |
| 2017年 | 18.4万        | 504              |
| 2018年 | 17.5万        | 479              |
| 2019年 | 17.8万        | 486              |
| 2020年 | 14.2万        | 389              |

## 駅周辺
駅前は旧・青谷町の中心市街地である。
- 鳥取市役所青谷町総合支所
- 浜村警察署青谷駐在所
- 青谷郵便局
- 鳥取銀行 青谷支店
- 山陰合同銀行 青谷出張所
- 鳥取県立青谷高等学校
- 鳥取市立青谷中学校
- 鳥取市立青谷小学校
- 鳥取森田本社
- 山陰自動車道青谷インターチェンジ
- 国道9号
- 鳥取県道51号倉吉川上青谷線
- 鳥取県道261号青谷停車場線
- 鳥取県道274号青谷停車場井手線
- 鳥取県道280号俵原青谷線
- 青谷上寺地遺跡展示館

## バス路線
「青谷駅」停留所より、鳥取市青谷バスの路線が発着する。
- 鳥取市青谷バス ※平日のみ運行
  - A1・A2：青谷町総合支所
  - A1：桑原上
  - A2：小畑上
  - A4・A5：青谷小学校
  - A5：夏泊
  - A5：浜村駅
  - A6：長和瀬・引地公民館前・絹見（左回り）

## 隣の駅
西日本旅客鉄道（JR西日本）
 山陰本線
■快速「とっとりライナー」（上り）
浜村駅 ← 青谷駅 ← 松崎駅
■快速「とっとりライナー」（下り）・■普通
浜村駅 - 青谷駅 - 泊駅